# Триоксид рубидия
Триоксид рубидия — соединение щёлочного металла рубидия и кислорода 
с химической формулой Rb4(O2)3,
кристаллы.

## Получение
- Медленное окисление рубидия стехиометрическим количеством кислорода:

{\displaystyle {\mathsf {4Rb+3O_{2}\ {\xrightarrow {}}\ Rb_{4}(O_{2})_{3}}}}
- Окисление оксида рубидия стехиометрическим количеством кислорода под небольшим давлением:

{\displaystyle {\mathsf {2Rb_{2}O+2O_{2}\ {\xrightarrow {200^{o}C}}\ Rb_{4}(O_{2})_{3}}}}

## Физические свойства
Триоксид рубидия образует кристаллы
кубической сингонии,
пространственная группа I 43d.
В более поздних работах сообщается о кристаллах
тетрагональной сингонии,
пространственная группа I 4.
параметры ячейки a = 0,8688 нм, c = 1,0362 нм, Z = 4,
.
Содержит один ион O22— и два иона O2—.
Соединение конгруэнтно плавится при температуре 489°С.

## Химические свойства
- При нагревании выше температуры плавления разлагается:

{\displaystyle {\mathsf {Rb_{4}(O_{2})_{3}\ {\xrightarrow {900^{o}C}}\ 2Rb_{2}O+2O_{2}}}}
- Взаимодействует с водой (по-разному при разных температурах):

{\displaystyle {\mathsf {Rb_{4}(O_{2})_{3}+nH_{2}O\ {\xrightarrow {0^{o}C}}\ 2Rb_{2}O_{2}\cdot nH_{2}O+O_{2}\uparrow }}}
{\displaystyle {\mathsf {Rb_{4}(O_{2})_{3}+4H_{2}O\ {\xrightarrow {}}\ 4RbOH+2H_{2}O_{2}}}}